# Шахова олімпіада 1933
Шахова олімпіада 1933 року — п'ята офіційна шахова олімпіада. Пройшла 12—23 червня 1933 року у Фолкстоні, Англія.

## Підготовка до турніру
Олімпіада мала відбутися в Іспанії у 1932 році, але Іспанська шахова федерація повідомила, що не зможе приймати змагання. Під час конгресу ФІДЕ у 1932 році було прийнято рішення провести турнір у Чикаго, але американці теж відмовились організовувати олімпіаду. Зрештою турнір відбувся у 1933 р. у курортному містечку Фолкстон на півдні Англії.
Безсумнівним фаворитом була команда Сполучених Штатів. Іншими претендентами на медалі вважали поляків, угорців та команду Чехословаччину.
У змаганнях взяло участь всього 15 збірних — найменша кількість за всю історію олімпіад. Відмовилися брати участь команди Аргентини, Іспанії, не приїхала Естонія, занадто пізно подала заявку команда Мексики. Не було Німеччини, де владу здобули нацисти.

## Перебіг
Блискуче стартували американці, які перемогли у перших 7 зустрічах. Після 9-го туру вони аж на 5 очок відірвалися від гурту переслідувачів — Литви, Польщі, Чехословаччини, Австрії, Угорщини та Швеції. В передостанньому турі американці поступились шведам і зменшили свою перевагу над рештою суперників, а чехи перемогли поляків і вийшли на друге місце. В останньому турі лідери зустрічалися між собою: США мали 37,5 очка, чехи — 35. Тобто Чехословаччина мусіла перемагати з розгромним рахунком 3,5:0,5.
На 1-й шахівниці Айзек Кежден поступився Сало Флору, на 3-й шахівниці партія закічилась унічию, а на 4-й Карел Опоченски переміг 17-річного Альберта Сімонсона. Залишалася остання партія, де ветеран американської команди Френк Джеймс Маршалл у партії з Карелом Трейбалом схилив шальки терезів на свою користь — 1,5:2,5 і збірна США вдруге поспіль здобувала Кубок Гамільтона-Рассела.

## Підсумки
Чемпіоном стала збірна США: Айзек Кежден (+7 =6 -1); Френк Джеймс Маршалл (+4 =6 -0); Ройбен Файн: (+6 =6 -1); Артук Вільям Дейн (+9 =2 -2); Альберт Сімонсон (+2 =2 -2).
Другою стала Чехословаччина, третіми стали шахісти Швеції.
Польща фінішувала тільки четвертою, що можна пояснити відсутністю Акіби Рубінштейна через хворобу. Гарний результат показали шахісти Литви, які посіли 7-е місце. Це залишилось найкращим досягненням литовців за всі роки. Відомою стала партія на 1-й шахівниці Владас Мікенас—Саломон Флор, яка стала одною з двох поразок чеха на всьому турнірі.
Чудову гру продемонстрував чемпіон світу Олександр Алехін — 9½ з 12 (79%), добре турнір провів Луї Бетбедер — 8 з 12 (67%), що вивело Францію на 8-е місце. Цей результат французька збірна змогла покращити аж через 50 років — на Олімпіаді-1984.

### Підсумкова таблиця
- Очки - сума набраних очок всіма шахістами (1 за перемогу шахіста, ½ за нічию, 0 - поразка);
- КО - командні очки, набрані всією командою (2 за перемогу команди, 1 - нічия, 0 - поразка);

| №  | Країна         | 1  | 2  | 3  | 4  | 5  | 6  | 7  | 8  | 9  | 10 | 11 | 12 | 13 | 14 | 15 | Очки | КО | Перемоги | Нічиї | Поразки |
| -- | -------------- | -- | -- | -- | -- | -- | -- | -- | -- | -- | -- | -- | -- | -- | -- | -- | ---- | -- | -------- | ----- | ------- |
| 1  | США            |    | 1½ | 1½ | 3  | 2½ | 3  | 4  | 3  | 3  | 3  | 2½ | 2  | 3  | 3½ | 3½ | 39   | 24 | 11       | 1     | 2       |
| 2  | Чехословаччина | 2½ |    | 3  | 2½ | ½  | 2  | 2½ | 1½ | 2  | 3  | 3½ | 3½ | 3½ | 4  | 3½ | 37½  | 23 | 10       | 2     | 2       |
| 3  | Швеція         | 2½ | 1  |    | 2  | 2½ | 1½ | 2  | 3½ | 1½ | 2½ | 2½ | 3½ | 3½ | 2½ | 3  | 34   | 21 | 9        | 2     | 3       |
| 4  | Польща         | 1  | 1½ | 2  |    | 2½ | 2½ | 2  | 2½ | 2½ | 2  | 2  | 3½ | 2½ | 4  | 3½ | 34   | 21 | 8        | 4     | 2       |
| 5  | Угорщина       | 1½ | 3½ | 1½ | 1½ |    | 2  | 1½ | 2½ | 3½ | 2  | 2½ | 2½ | 3  | 3  | 3½ | 34   | 19 | 8        | 2     | 4       |
| 6  | Австрія        | 1  | 2  | 2½ | 1½ | 2  |    | 2½ | 2½ | 3  | 2½ | 2  | 3½ | 3  | 2½ | 3  | 33½  | 22 | 9        | 3     | 2       |
| 7  | Литва          | 0  | 1½ | 2  | 2  | 2½ | 1½ |    | 2½ | 3  | 2½ | 2  | 2½ | 4  | 2  | 2½ | 30½  | 19 | 7        | 4     | 3       |
| 8  | Франція        | 1  | 2½ | ½  | 1½ | 1½ | 1½ | 1½ |    | 3  | 2½ | 1½ | 2½ | 2½ | 2½ | 3½ | 28   | 15 | 7        | 0     | 7       |
| 9  | Латвія         | 1  | 2  | 2½ | 1½ | ½  | 1  | 1  | 1  |    | 2½ | 3  | 2½ | 2½ | 3  | 3½ | 27½  | 16 | 7        | 1     | 6       |
| 10 | Англія         | 1  | 1  | 1½ | 2  | 2  | 1½ | 1½ | 1½ | 1½ |    | 3  | 3½ | 1½ | 2  | 3½ | 27   | 10 | 3        | 3     | 8       |
| 11 | Італія         | 1½ | ½  | 1½ | 2  | 1½ | 2  | 2  | 2½ | 1  | 1  |    | 1½ | 1½ | 3  | 3  | 24½  | 10 | 3        | 3     | 8       |
| 12 | Данія          | 2  | ½  | ½  | ½  | 1½ | ½  | 1½ | 1½ | 1½ | ½  | 2½ |    | 3½ | 3  | 3  | 22½  | 10 | 4        | 1     | 9       |
| 13 | Бельгія        | 1  | ½  | ½  | 1½ | 1  | 1  | 0  | 1½ | 1½ | 2½ | 2½ | ½  |    | 1  | 2  | 17   | 6  | 2        | 1     | 11      |
| 14 | Ісландія       | ½  | 0  | 1½ | 0  | 1  | 1½ | 2  | 1½ | 1  | 2  | 1  | 1  | 3  |    | 1  | 17   | 5  | 1        | 2     | 11      |
| 15 | Шотландія      | ½  | ½  | 1  | ½  | ½  | 1  | 1½ | ½  | ½  | ½  | 1  | 1  | 2  | 3  |    | 14   | 4  | 1        | 1     | 12      |

Особисті досягнення:
- 1-а шахівниця:  Александр Алехін (79,2% — 9½ з 12)
- 2-а шахівниця:  Френк Джеймс Маршалл (70,0% — 7 з 10)
- 3-я шахівниця:  Ерік Лундін (71,4% — 10 з 14)
- 4-а шахівниця:  Карел Опоченски (88,5% — 11½ з 13)
- 1-а резервна шахівниця:  Андор Лілієнталь (76,9% — 10 з 13).